# Nati nel 1966/Dicembre
| Questa pagina contiene informazioni ricavate automaticamente dalle voci biografiche con l'ausilio del template Bio e di un bot. L'aggiornamento è periodico e automatico e ricostruisce completamente la pagina. Se manca una persona in questa lista, sei pregato di non aggiungerla, ma accertati piuttosto che la sua voce biografica contenga il template Bio e che i dati anagrafici siano correttamente compilati. Se il template Bio manca, inseriscilo tu stesso o, in alternativa, metti l'avviso {{tmp\|Bio}} che ne segnala la mancanza. Se i dati riportati sono sbagliati, correggi direttamente la voce biografica; le modifiche saranno visibili in questa lista entro pochi giorni. Per chiarimenti vedi il progetto biografie. La lista contiene solo le 282 persone che sono citate nell'enciclopedia e per le quali è stato implementato correttamente il template Bio. Pagina aggiornata al 10 ago 2025. |

- 1º dicembre - Andrew Adamson, regista, sceneggiatore e produttore cinematografico neozelandese
- 1º dicembre - Édouard Baer, attore, regista e sceneggiatore francese
- 1º dicembre - Giovanni D'Aquila, compositore italiano
- 1º dicembre - Ana Gervasi, politica e diplomatica peruviana († 2024)
- 1º dicembre - Katherine LaNasa, attrice statunitense
- 1º dicembre - António Pacheco, calciatore e allenatore di calcio portoghese († 2024)
- 1º dicembre - Dario Parisini, musicista, chitarrista e attore italiano († 2022)
- 1º dicembre - Ivo Saksakulm, ex cestista estone
- 1º dicembre - Mark Taylor, tecnico del suono britannico
- 1º dicembre - Steve Walsh, ex giocatore di football americano statunitense
- 1º dicembre - Robbie Weiss, ex tennista statunitense
- 2 dicembre - Laura Belotti, ex nuotatrice italiana
- 2 dicembre - Byron Irvin, ex cestista statunitense
- 2 dicembre - Zeke Jones, ex lottatore statunitense
- 2 dicembre - Thomas Schnauz, regista, sceneggiatore e produttore televisivo statunitense
- 3 dicembre - Laura Friedman, politica e produttrice cinematografica statunitense
- 3 dicembre - David Haubenstock, attore tedesco († 1981)
- 3 dicembre - Monic Hendrickx, attrice olandese
- 3 dicembre - Ilona Mądra, ex cestista polacca
- 3 dicembre - Flemming Povlsen, allenatore di calcio e ex calciatore danese
- 3 dicembre - Ray Sciberras, ex calciatore maltese
- 4 dicembre - Karen Abrahamyan, politico e generale karabakho
- 4 dicembre - Vladimir Alekno, allenatore di pallavolo e ex pallavolista russo
- 4 dicembre - Fred Armisen, comico e attore statunitense
- 4 dicembre - Joel Bettin, ex canoista francese
- 4 dicembre - Fabio De Gaspari, ex giavellottista italiano
- 4 dicembre - Jerome Lane, ex cestista statunitense
- 4 dicembre - Masta Ace, rapper statunitense
- 4 dicembre - Carey Means, doppiatore e attore teatrale statunitense
- 5 dicembre - Oscar Cantú, vescovo cattolico statunitense
- 5 dicembre - Andrea Chiarotti, hockeista su slittino, hockeista su ghiaccio e allenatore di hockey su ghiaccio italiano († 2018)
- 5 dicembre - Neige Dias, ex tennista brasiliana
- 5 dicembre - Patricia Kaas, cantante e attrice francese
- 5 dicembre - Lee Seung-cheol, cantante sudcoreano
- 5 dicembre - Manish Malhotra, costumista indiano
- 5 dicembre - Patrick Ouchène, cantante belga
- 5 dicembre - Johan Renck, regista, musicista e fotografo svedese
- 5 dicembre - Demet Sağıroğlu, cantante turca
- 5 dicembre - Evelyn Wever-Croes, politica olandese
- 6 dicembre - Miguel Arroyo, ciclista su strada messicano († 2020)
- 6 dicembre - Natascha Badmann, triatleta svizzera
- 6 dicembre - Tenor Saw, cantautore giamaicano († 1988)
- 6 dicembre - Marcelo Cabo, allenatore di calcio brasiliano
- 6 dicembre - Wayne Englestad, ex cestista statunitense
- 6 dicembre - Andreas Petridīs, ex calciatore cipriota
- 7 dicembre - Gem Archer, chitarrista britannico
- 7 dicembre - Giancarlo De Andreis, autore televisivo e giornalista italiano
- 7 dicembre - Marco Di Branco, storico italiano
- 7 dicembre - Lucía Etxebarría, scrittrice, sceneggiatrice e poetessa spagnola
- 7 dicembre - Alfonso Femia, architetto e designer italiano
- 7 dicembre - C. Thomas Howell, attore e regista statunitense
- 7 dicembre - Shin'ichi Itō, pilota motociclistico giapponese
- 7 dicembre - Andres Kasekamp, storico canadese
- 7 dicembre - L.E.S., produttore discografico statunitense
- 7 dicembre - Fani Madida, ex calciatore sudafricano
- 7 dicembre - Alberto Pallotta, scrittore e critico cinematografico italiano
- 7 dicembre - Salvatore Palombi, attore italiano
- 7 dicembre - Scott Shepherd, attore statunitense
- 7 dicembre - Danijel Žeželj, fumettista, animatore e illustratore croato
- 8 dicembre - Matt Adler, attore statunitense
- 8 dicembre - Rim Banna, cantautrice, musicista e attivista palestinese († 2018)
- 8 dicembre - David Benatar, filosofo e scrittore sudafricano
- 8 dicembre - Elisabetta Bertotti, politica italiana
- 8 dicembre - Bushwick Bill, rapper statunitense († 2019)
- 8 dicembre - Les Ferdinand, dirigente sportivo, allenatore di calcio e ex calciatore inglese
- 8 dicembre - Dover Kosashvili, regista e sceneggiatore georgiano
- 8 dicembre - Matthew Laborteaux, attore e doppiatore statunitense
- 8 dicembre - Libby Lane, vescova anglicana britannica
- 8 dicembre - Tyler Mane, attore e ex wrestler canadese
- 8 dicembre - Sinéad O'Connor, cantautrice irlandese († 2023)
- 8 dicembre - Hope Powell, ex calciatrice e allenatrice di calcio inglese
- 8 dicembre - Ralph Santolla, chitarrista statunitense († 2018)
- 8 dicembre - Wiebren Veenstra, ex ciclista su strada olandese
- 8 dicembre - Steve West, musicista statunitense
- 9 dicembre - Kirsten Gillibrand, politica e avvocata statunitense
- 9 dicembre - Mário Centeno, economista e politico portoghese
- 9 dicembre - Toby Huss, attore statunitense
- 9 dicembre - Matt Jardine, cantante e musicista statunitense
- 9 dicembre - Orly Kesten, ex cestista israeliana
- 9 dicembre - Julio Rodas, ex calciatore guatemalteco
- 9 dicembre - Gideon Sa'ar, politico israeliano
- 9 dicembre - Devis Tonini, allenatore di calcio e ex calciatore italiano
- 9 dicembre - Glenn Youngkin, politico e imprenditore statunitense
- 10 dicembre - Robin Brooke, ex rugbista a 15 neozelandese
- 10 dicembre - Benjamin Clément, ex calciatore francese
- 10 dicembre - Massimiliano Favo, allenatore di calcio e ex calciatore italiano
- 10 dicembre - Kevin De León, politico e ambientalista statunitense
- 10 dicembre - Maria Grazia Roberti, maratoneta e fondista di corsa in montagna italiana
- 11 dicembre - Marino Bisso, giornalista italiano
- 11 dicembre - Elliot Bunney, ex velocista britannico
- 11 dicembre - Gary Dourdan, attore e musicista statunitense
- 11 dicembre - Göran Kropp, alpinista svedese († 2002)
- 11 dicembre - Leon Lai, attore e cantante cinese
- 11 dicembre - Adolfo Ríos, ex calciatore messicano
- 11 dicembre - Oleh Solodovnik, allenatore di calcio a 5 e ex giocatore di calcio a 5 ucraino
- 11 dicembre - Sonia Viale, politica e avvocata italiana
- 12 dicembre - Marianne Aam, ex sciatrice alpina norvegese
- 12 dicembre - Ultimo Dragon, wrestler giapponese
- 12 dicembre - Rick Calloway, ex cestista statunitense
- 12 dicembre - Mohammed Chaouch, ex calciatore marocchino
- 12 dicembre - Francesco Ciampi, attore, sceneggiatore e regista italiano
- 12 dicembre - Maurizio Gaudino, procuratore sportivo, ex calciatore e allenatore di calcio tedesco
- 12 dicembre - Royce Gracie, ex artista marziale misto brasiliano
- 12 dicembre - Philippe LaRoche, ex sciatore freestyle canadese
- 12 dicembre - Zdravko Radulović, ex cestista e allenatore di pallacanestro jugoslavo
- 13 dicembre - Craig Brewster, allenatore di calcio e ex calciatore scozzese
- 13 dicembre - Lucio Ianiero, ex calciatore e ex giocatore di calcio a 5 canadese
- 13 dicembre - Angelo Lecchi, ex ciclista su strada italiano
- 13 dicembre - Roy Marble, cestista statunitense († 2015)
- 13 dicembre - Marcus Marin, ex calciatore tedesco
- 13 dicembre - Olivier Pantaloni, allenatore di calcio e ex calciatore francese
- 13 dicembre - David Safier, scrittore tedesco
- 13 dicembre - Jure Zdovc, allenatore di pallacanestro e ex cestista sloveno
- 14 dicembre - Fabrizio Giovanardi, pilota automobilistico italiano
- 14 dicembre - Carl Herrera, ex cestista venezuelano
- 14 dicembre - Lucrecia Martel, regista cinematografica e sceneggiatrice argentina
- 14 dicembre - Anthony Mason, cestista statunitense († 2015)
- 14 dicembre - Bill Ranford, allenatore di hockey su ghiaccio e ex hockeista su ghiaccio canadese
- 14 dicembre - Marcela Ríos, politica e sociologa cilena
- 14 dicembre - Tim Sköld, bassista, chitarrista e cantante svedese
- 14 dicembre - Helle Thorning-Schmidt, politica danese
- 14 dicembre - Sarah Zettel, scrittrice statunitense
- 15 dicembre - Massimiliano Angelelli, pilota automobilistico italiano
- 15 dicembre - Monica Borsotti, ex sciatrice alpina italiana
- 15 dicembre - Sandra Franzo, attrice italiana
- 15 dicembre - Brian Gregory, allenatore di pallacanestro e dirigente sportivo statunitense
- 15 dicembre - Walter Leonardi, attore e regista italiano
- 15 dicembre - Lorenzo Mazzoleni, alpinista italiano († 1996)
- 15 dicembre - Molly Price, attrice statunitense
- 15 dicembre - Esteban Prol, attore argentino
- 15 dicembre - Ivan Rizzardi, allenatore di calcio e ex calciatore italiano
- 15 dicembre - Héctor Vergara, assistente arbitrale di calcio cileno
- 15 dicembre - Katja von Garnier, regista e sceneggiatrice tedesca
- 16 dicembre - Ramiro Civita, direttore della fotografia argentino
- 16 dicembre - Irene Eijs, ex canottiera olandese
- 16 dicembre - Álvaro Escobar, attore, conduttore televisivo e politico statunitense
- 16 dicembre - Giancarlo Giorgetti, politico italiano
- 16 dicembre - Claudio Lunini, allenatore di calcio e ex calciatore italiano
- 16 dicembre - Paul McGinley, golfista irlandese
- 16 dicembre - Stefania Prestigiacomo, politica italiana
- 16 dicembre - Clifford Robinson, cestista statunitense († 2020)
- 16 dicembre - Dennis Wise, dirigente sportivo, allenatore di calcio e ex calciatore inglese
- 16 dicembre - Isabelle van Keulen, violinista e violista olandese
- 17 dicembre - Maria Arena, politica belga
- 17 dicembre - Yūko Arimori, ex maratoneta giapponese
- 17 dicembre - Juliet Aubrey, attrice britannica
- 17 dicembre - Tracy Byrd, cantante statunitense
- 17 dicembre - Selen, ex attrice pornografica italiana
- 17 dicembre - Martina Cavallarin, critica d'arte e saggista italiana
- 17 dicembre - Robin Fraser, allenatore di calcio e ex calciatore statunitense
- 17 dicembre - Steve Knight, politico statunitense
- 17 dicembre - Valerij Ljukin, ex ginnasta sovietico
- 17 dicembre - Kristiina Ojuland, politica e diplomatica estone
- 17 dicembre - Jerzy Podbrożny, ex calciatore polacco
- 17 dicembre - Manuela Repetti, politica e imprenditrice italiana
- 17 dicembre - Christopher A. Wray, avvocato e dirigente pubblico statunitense
- 18 dicembre - Marvin Alexander, ex cestista statunitense
- 18 dicembre - Scott Davis, ex giocatore di football americano statunitense
- 18 dicembre - William Dazzani, ex ciclista su strada e dirigente sportivo italiano
- 18 dicembre - Makiko Esumi, attrice giapponese
- 18 dicembre - Mario Frangoulis, tenore greco
- 18 dicembre - John Gannon, ex calciatore inglese
- 18 dicembre - Václav Hrubý, ex cestista ceco
- 18 dicembre - Nate Johnston, ex cestista statunitense
- 18 dicembre - Aaron Jones, ex giocatore di football americano statunitense
- 18 dicembre - Edwin Jongejans, tuffatore olandese
- 18 dicembre - Francisco Ledesma, ex giocatore di calcio a 5 spagnolo
- 18 dicembre - Lebohang Morula, calciatore sudafricano († 2024)
- 18 dicembre - Hugues Occansey, ex cestista e allenatore di pallacanestro francese
- 18 dicembre - Gianluca Pagliuca, allenatore di calcio e ex calciatore italiano
- 18 dicembre - Terry Phelps, ex tennista statunitense
- 18 dicembre - Tori Pillinger, sciatrice alpina statunitense († 2017)
- 18 dicembre - Leszek Pisz, ex calciatore polacco
- 19 dicembre - Laurent Bénézech, ex rugbista a 15 francese
- 19 dicembre - Armen Gyowlbowdaġyanc', allenatore di calcio e ex calciatore armeno
- 19 dicembre - Keiko Ichiguchi, fumettista e scrittrice giapponese
- 19 dicembre - Robert MacNaughton, attore statunitense
- 19 dicembre - Branislav Prelević, ex cestista, allenatore di pallacanestro e dirigente sportivo serbo
- 19 dicembre - Elwood Reid, scrittore, sceneggiatore e produttore televisivo statunitense
- 19 dicembre - Alberto Tomba, ex sciatore alpino italiano
- 20 dicembre - Paulo Bitencourt, scrittore, musicista e attore brasiliano
- 20 dicembre - Thomas Dufter, ex combinatista nordico tedesco
- 20 dicembre - Massimo Filardi, allenatore di calcio, procuratore sportivo e ex calciatore italiano
- 20 dicembre - Ed de Goeij, ex calciatore olandese
- 20 dicembre - Kang Dong-hui, ex cestista e allenatore di pallacanestro sudcoreano
- 20 dicembre - Amedeo Letizia, attore e produttore cinematografico italiano
- 20 dicembre - Myrra Malmberg, attrice, cantante e doppiatrice svedese
- 20 dicembre - Camané, cantante portoghese
- 20 dicembre - Paul Ritter, attore e produttore cinematografico britannico († 2021)
- 20 dicembre - Chris Robinson, cantante statunitense
- 20 dicembre - Hélène Rollès, attrice e cantante francese
- 20 dicembre - Andrea Rubei, giocatore di calcio a 5 italiano
- 20 dicembre - Yumi Tōma, cantante e doppiatrice giapponese
- 21 dicembre - Andrea Alessi, ex sciatore nautico italiano
- 21 dicembre - William Ruto, politico keniota
- 21 dicembre - Ettore Balestrero, arcivescovo cattolico e diplomatico italiano
- 21 dicembre - Martin Bayfield, ex rugbista a 15, giornalista e conduttore televisivo britannico
- 21 dicembre - Marco Borsato, cantante olandese
- 21 dicembre - Michelle Hurd, attrice statunitense
- 21 dicembre - Nenad Kljaić, ex pallamanista e allenatore di pallamano croato
- 21 dicembre - Paolo Nicolato, allenatore di calcio italiano
- 21 dicembre - María Pujalte, attrice spagnola
- 21 dicembre - Odile Santaniello, ex cestista e allenatrice di pallacanestro francese
- 21 dicembre - Kiefer Sutherland, attore e musicista canadese
- 22 dicembre - Jayme Amatnecks, compositore e direttore di coro brasiliano
- 22 dicembre - Alex Baroni, cantautore italiano († 2002)
- 22 dicembre - Dmitrij Bilozerčev, ex ginnasta sovietico
- 22 dicembre - Stefano Gregorio, sciatore nautico italiano
- 22 dicembre - Susan Kariuki, ex cestista keniota
- 22 dicembre - Christophe Lacroix, politico belga
- 22 dicembre - Kelsey Nakanelua, ex velocista samoano americano
- 22 dicembre - Christian Polig, ex sciatore alpino italiano
- 22 dicembre - Marcel Schirmer, cantante e bassista tedesco
- 22 dicembre - Kathrin Zimmermann, ex nuotatrice tedesca
- 22 dicembre - João Justino de Medeiros Silva, arcivescovo cattolico brasiliano
- 23 dicembre - Víctor Aragón, ex calciatore boliviano
- 23 dicembre - Badi Assad, chitarrista e cantante brasiliana
- 23 dicembre - Joe Camilleri, ex calciatore maltese
- 23 dicembre - Andrea Csávás, ex cestista ungherese
- 23 dicembre - Frank Edmond, ex calciatore tedesco orientale
- 23 dicembre - Oscar García, ex schermidore cubano
- 23 dicembre - Terry Gibson, ex calciatore inglese
- 23 dicembre - Gino Lettieri, allenatore di calcio e ex calciatore italiano
- 23 dicembre - Stefania Orlando, conduttrice televisiva, showgirl e cantante italiana
- 23 dicembre - Clément Oubrerie, disegnatore francese
- 23 dicembre - Cláudia Raia, attrice, ballerina e attivista brasiliana
- 23 dicembre - Mario Röser, ex calciatore tedesco orientale
- 23 dicembre - Bobby Schayer, batterista statunitense
- 24 dicembre - Diedrich Bader, attore e produttore cinematografico statunitense
- 24 dicembre - Max Manzo, pilota motociclistico italiano
- 24 dicembre - Christian Stumpf, allenatore di calcio e ex calciatore austriaco
- 25 dicembre - Toshi Arai, pilota di rally giapponese
- 25 dicembre - Darius Rochebin, giornalista svizzero
- 25 dicembre - Javier Frana, ex tennista argentino
- 25 dicembre - Riccardo Lorenzetti, scrittore italiano
- 25 dicembre - Mauro Picotto, disc jockey e musicista italiano
- 25 dicembre - Vitalij Prochorov, ex hockeista su ghiaccio russo
- 26 dicembre - Simon Beaufoy, sceneggiatore britannico
- 26 dicembre - Rickey Dixon, giocatore di football americano statunitense († 2020)
- 26 dicembre - Atsushi Kaneko, fumettista e illustratore giapponese
- 26 dicembre - Sandra Taylor, attrice statunitense
- 26 dicembre - Tim Legler, ex cestista statunitense
- 26 dicembre - Hamid Ziarati, scrittore, attivista e ingegnere iraniano
- 27 dicembre - Chris Abani, scrittore e poeta nigeriano
- 27 dicembre - Andrea Bassi, sceneggiatore italiano
- 27 dicembre - Marianne Elliott, regista teatrale britannica
- 27 dicembre - Masahiro Fukuda, ex calciatore giapponese
- 27 dicembre - Bill Goldberg, attore, ex wrestler e ex giocatore di football americano statunitense
- 27 dicembre - Eva LaRue, attrice e modella statunitense
- 27 dicembre - DJ Jad, disc jockey italiano
- 27 dicembre - Dušan Tittel, allenatore di calcio e ex calciatore slovacco
- 28 dicembre - Piotr Beczała, tenore polacco
- 28 dicembre - Kaliopi, cantante macedone
- 28 dicembre - Stefano Collina, politico italiano
- 28 dicembre - Emiko Kubo, ex calciatrice giapponese
- 28 dicembre - Ádám Madaras, ex pentatleta ungherese
- 28 dicembre - Mohamed Ali Mahjoubi, ex calciatore tunisino
- 28 dicembre - Laura Sabatino, sceneggiatrice e scrittrice italiana
- 28 dicembre - Joe Wolf, ex giocatore di football americano statunitense
- 29 dicembre - Jorge Arteaga, ex calciatore peruviano
- 29 dicembre - Laurent Boudouani, ex pugile francese
- 29 dicembre - Stefano Eranio, allenatore di calcio e ex calciatore italiano
- 29 dicembre - Christian Kracht, scrittore e giornalista svizzero
- 29 dicembre - Laurent Naveau, pilota motociclistico belga
- 29 dicembre - Ben Nealon, attore britannico
- 29 dicembre - Heimo Pfeifenberger, allenatore di calcio e ex calciatore austriaco
- 30 dicembre - Akosua Busia, attrice ghanese
- 30 dicembre - Josef Jelínek, ex cestista e allenatore di pallacanestro ceco
- 30 dicembre - Martina Kehrenberg, ex cestista tedesca
- 30 dicembre - Petra Kremer, ex cestista tedesca
- 30 dicembre - Leonson Lewis, ex calciatore trinidadiano
- 30 dicembre - Bennett Miller, regista e produttore cinematografico statunitense
- 30 dicembre - Alan Steele, attore statunitense
- 30 dicembre - Ole Erik Stavrum, ex calciatore norvegese
- 31 dicembre - Alejandro Fasanini, compositore argentino
- 31 dicembre - Hiromi Goto, scrittrice canadese
- 31 dicembre - Rudy Gunawan, ex giocatore di badminton indonesiano
- 31 dicembre - Katsuhito Ishii, regista, sceneggiatore e animatore giapponese
- 31 dicembre - Andrea Mazziotti di Celso, avvocato e politico italiano
- 31 dicembre - Saša Petrović, ex calciatore jugoslavo
- 31 dicembre - Bruce Ramsay, attore e regista canadese
- 31 dicembre - Maddie Taylor, doppiatrice e disegnatrice statunitense